# Maison Mandon
Pour les articles homonymes, voir Mandon.
La maison Mandon est une maison située dans l’enceinte de la cité médiévale de Pérouges, dans le département français de l’Ain. Sa construction initiale date du XVe siècle.

## Localisation
La maison est située dans le département français de l'Ain, sur la commune de Pérouges.

## Historique
L'édifice est classé au titre des monuments historiques en 1930.